# Air Alsace
Ab August 1962 war die französische Air Alsace als Lufttaxi mit Basis in Colmar tätig.
Im Jahr 1974 stieg die Gesellschaft auch in den Liniendienst ein und bediente zuerst Lyon und Belfort.
Mit einem Ausbau der Flugziele kam auch eine Erweiterung der Flotte um eine Fokker F-27 und eine Nord 262, die die Cessnas aus dem Lufttaxibetrieb ergänzen sollten. Als besonderes Highlight der Flotte der Air Alsace galt die VFW 614.
Am 6. Juli 1981 übernahm Air Alsace die Durchführung der Strecken Basel-Mülhausen – Lyon und Basel-Mülhausen – Nizza von Air Inter.
Im Jahr 1982 entschied man sich schließlich nach einiger Zeit der Annäherung zur Fusion mit den Fluggesellschaften Touraine Air Transport (TAT) und Air Alpes, woraufhin Air Alsace als Gesellschaft und Name aus dem Geschäft verschwand.